# Pogonomyrmex
Pogonomyrmex är ett släkte av myror. Pogonomyrmex ingår i familjen myror.
Med en längd av 4,5 till 12 mm är arterna ganska stora myror. De har vanligen en rödbrun färg.
Kolonin skapar en myrstack och dessutom rensas en 1 meter bred remsa kring boet från växtlighet. Arterna samlar frön och gräs. Oönskade ryggradsdjur bitas av myrornas arbetsdjur och giftet är 10 gånger giftigare än hos honungsbin. På andra insekter har giftet ingen påverkan.
Utbredningsområdet sträcker sig från Kanada till Patagonien.

## Bildgalleri

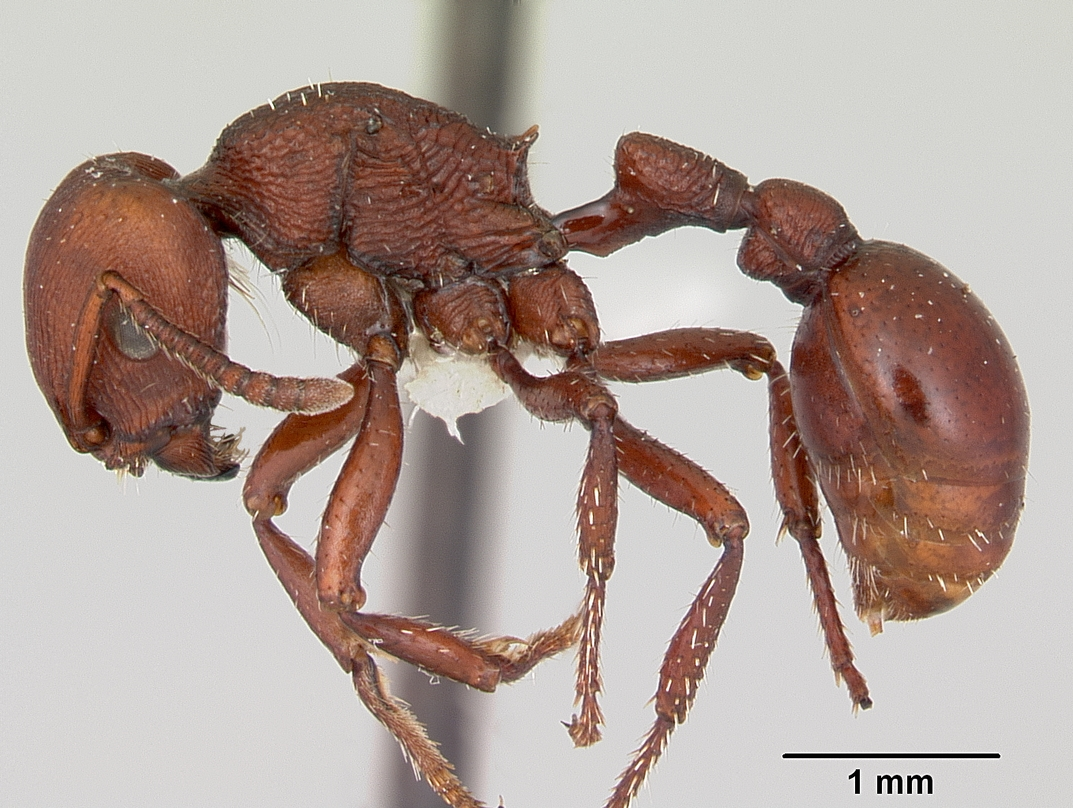

## Dottertaxa tillPogonomyrmex, i alfabetisk ordning[1]
- Pogonomyrmex abdominalis
- Pogonomyrmex anergismus
- Pogonomyrmex angustus
- Pogonomyrmex anzensis
- Pogonomyrmex apache
- Pogonomyrmex atratus
- Pogonomyrmex badius
- Pogonomyrmex barbatus
- Pogonomyrmex bicolor
- Pogonomyrmex bigbendensis
- Pogonomyrmex bispinosus
- Pogonomyrmex brevibarbis
- Pogonomyrmex brevispinosus
- Pogonomyrmex bruchi
- Pogonomyrmex californicus
- Pogonomyrmex carbonarius
- Pogonomyrmex catanlilensis
- Pogonomyrmex coarctatus
- Pogonomyrmex colei
- Pogonomyrmex comanche
- Pogonomyrmex cunicularius
- Pogonomyrmex desertorum
- Pogonomyrmex fossilis
- Pogonomyrmex guatemaltecus
- Pogonomyrmex huachucanus
- Pogonomyrmex imberbiculus
- Pogonomyrmex inermis
- Pogonomyrmex laevigatus
- Pogonomyrmex laevinodis
- Pogonomyrmex laticeps
- Pogonomyrmex lobatus
- Pogonomyrmex longibarbis
- Pogonomyrmex magnacanthus
- Pogonomyrmex marcusi
- Pogonomyrmex maricopa
- Pogonomyrmex mayri
- Pogonomyrmex meridionalis
- Pogonomyrmex micans
- Pogonomyrmex montanus
- Pogonomyrmex naegelii
- Pogonomyrmex occidentalis
- Pogonomyrmex odoratus
- Pogonomyrmex pima
- Pogonomyrmex pronotalis
- Pogonomyrmex rastratus
- Pogonomyrmex rugosus
- Pogonomyrmex salinus
- Pogonomyrmex saucius
- Pogonomyrmex schmitti
- Pogonomyrmex subdentatus
- Pogonomyrmex subnitidus
- Pogonomyrmex sylvestris
- Pogonomyrmex tenuipubens
- Pogonomyrmex tenuispinus
- Pogonomyrmex texanus
- Pogonomyrmex theresiae
- Pogonomyrmex uruguayensis
- Pogonomyrmex variabilis
- Pogonomyrmex vermiculatus
- Pogonomyrmex wheeleri